# Buczynowa Szczerbinka
Buczynowa Szczerbinka – niewielka przełączka w południowej grzędzie Wielkiej Buczynowej Turni w polskich Tatrach Wysokich. Grzęda ta opada do górnej części kotła lodowcowego Dolinki Buczynowej, tworząc część jego wschodnich zboczy. Wybitniejsze znajdujące się w niej formacje skalne w kolejności od dołu do góry to: Buczynowa Turniczka, Buczynowa Szczerbinka, Buczynowe Siodło, szczyt Wielkiej Buczynowej Turni. Spod Buczynowej Szczerbinki opadają dwa żleby; w południowo-zachodnim kierunku na piargi Dolinki Buczynowej stromy żlebo-komin, w południowo-wschodnim do żlebu spod Buczynowej Przełęczy wąski i kruchy żlebek.
Nazwę przełączce nadał Władysław Cywiński w 18 tomie przewodnika „Tatry”. Buczynowa Szczerbinka znajduje się poza szlakami turystycznymi (Orla Perć biegnie kilkadziesiąt metrów powyżej niej), ma jednak znaczenie dla taterników, znajduje się bowiem w rejonie udostępnionym do wspinaczki skalnej i prowadzą przez nią drogi wspinaczkowe. Przejście grzędą z Buczynowej Szczerbiny na Buczynowe Siodło jest łatwe, natomiast Buczynowa Turniczka opada do Buczynowej Szczerbiny pionowym uskokiem o wysokości około 15 m.